# Black Milk
Black Milk (foneticky Blek Milk, česky Černé mléko) bylo české dívčí pěvecké trio založené roku 2002, tvořené Terezou Černochovou, Terezou Kerndlovou a Helenou Zeťovou. Debutové album Modrej dým, které vyšlo v produkci Dana Hádla v roce 2002 a na němž se z velké části textařsky podílela Jana Rolincová, mělo velký komerční úspěch. Prodalo se přes 30 000 kusů tohoto alba. O rok později následovalo druhé album Sedmkrát. Na jaře roku 2005 skupina ukončila svou činnost po předchozích rozporech, které začaly v roce 2004.

## Diskografie

### Studiová alba
- Modrej dým (2002)
- Sedmkrát (2003)

### Singly
- Nechci tě trápit (2002)
- Modrej dým (2002)
- Pár nápadů (2002)

### Kompilace
- Nechci tě trápit (2007)